# Верра-Майснер (район)
Верра-Майснер (нем. Werra-Meißner-Kreis) — район в Германии. Центр района — город Эшвеге. Район входит в землю Гессен. Подчинён административному округу Кассель. Занимает площадь 1025 км². Население — 104,3 тыс. чел. (2010). Плотность населения — 102 человек/км².
Официальный код района — 06 6 36.
Район подразделяется на 16 общин.

## Города и общины
1. Эшвеге (19 944)
2. Витценхаузен (15 360)
3. Хессиш-Лихтенау (12 677)
4. Бад-Зоден-Аллендорф (8432)
5. Зонтра (7994)
6. Гросальмероде (6923)
7. Вереталь (5289)
8. Майнхард (4936)
9. Вальдкаппель (4628)
10. Ванфрид (4253)
11. Майснер (3200)
12. Ринггау (3121)
13. Херлесхаузен (2932)
14. Ной-Айхенберг (1818)
15. Беркаталь (1677)
16. Вайсенборн (1108)

(30 июня 2010)